# Ribit
Ribit, häufig auch als Ribitol oder Adonit(ol) bezeichnet, ist ein fünfwertiger Zuckeralkohol, der durch Reduktion von Ribose entsteht.

## Vorkommen

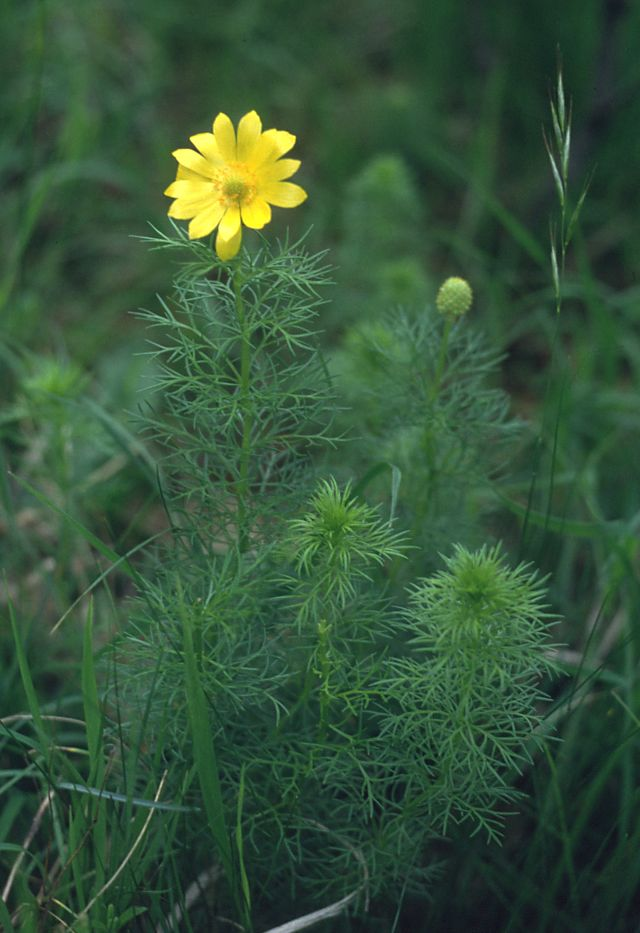
Adonisröschen (Adonis vernalis)

Ribit ist ein Naturstoff; es kommt in der Pflanze Adonis vernalis (Adonisröschen) und in zahlreichen Flechten mit Grünalgen als Photobionten vor. Des Weiteren befindet sich Ribit auch in der Teichonsäure innerhalb der Zellwand von grampositiven Bakterien.

## Bedeutung
Ribit hat biologische Relevanz als Bestandteil des Coenzyms Flavin-Adenin-Dinukleotid (FADH2) und ist auch Bestandteil des Riboflavin (Vitamin B2).